# Bourse Régionale des Valeurs Mobilières

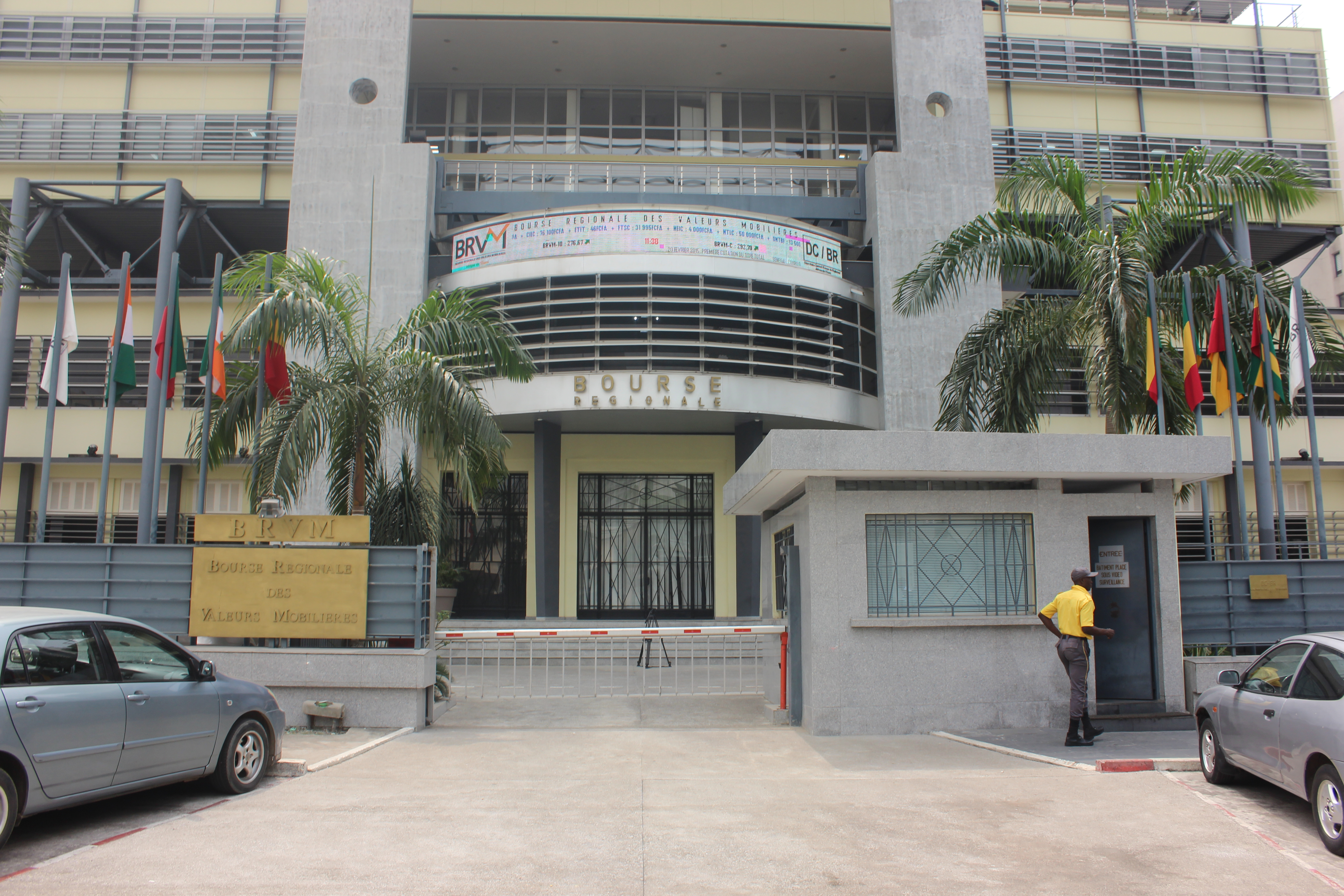
Börsensitz in Abidjan (2016)

Die Bourse Régionale des Valeurs Mobilières (BRVM) ist die Börse der Westafrikanischen Wirtschafts- und Währungsunion (UEMOA). Sie wurde am 16. September 1998 als weltweit erste Regionalbörse eröffnet und hat ihren Sitz in Abidjan.
Der Finanzplatz wurde von der UEMOA und der Westafrikanischen Zentralbank unter der technischen wie finanziellen Unterstützung der Weltbank und der Regierungen von Frankreich, USA und Kanada realisiert. Die Gründung geht auf eine Vereinbarung aus dem Jahr 1973 über die Schaffung eines regionalen Finanzmarktes zurück. Aber erst 1994 fiel die Entscheidung zum Finanzplatz und im Oktober 1997 trat nach ausführlichen Verhandlungen ein Rat für öffentliches Sparen und Finanzmärkte zusammen, der die Eröffnung ein Jahr später vorbereitete. Die Einrichtung ersetzte die Abidjan Stock Exchange, welche am 31. Dezember 1997 den Handel eingestellt hatte.
Die Börse wickelt den Börsenhandel für die Länder Benin, Burkina Faso, Elfenbeinküste, Guinea-Bissau, Mali, Niger, Senegal und Togo ab. An der BRVM sind 39 Unternehmen gelistet und es werden insgesamt 968 Wertpapiere gehandelt (Juni 2006). Das Clearinghaus ist die Banque de Reglement. Es werden drei Handelstage in der Woche angeboten: Montag, Mittwoch und Freitag. Das gehandelte Volumen am Finanzplatz ist jedoch gering.
Für ausländische Investoren existieren keine Restriktionen, allerdings muss der Erwerb von Unternehmensanteilen, die den Wert von einem Prozent übersteigen, angekündigt werden.

## Indizes
Die von der Börse angebotenen Leitindizes sind der BRVM 10 und der BRVM Composite. Daneben existieren für verschiedene Marktsegmente weitere Indizes: BRVM – Industry, BRVM – Financial, BRVM – Public, BRVM – Agriculture, BRVM – Distribution und BRVM – Other Sectors.

## Mitgliedschaften
Sie ist Mitglied in:
- World Federation of Exchanges[1]
- African Securities Exchanges Association
- Sustainable Stock Exchanges Initiative